# Strandskogen, Restenäs och Ulvesund
Strandskogen, Restenäs och Ulvesund  är en av SCB avgränsad och namnsatt tätort  i Uddevalla kommun nordväst om Ljungskile. Tätorten avgränsades 2015 och omfattar bebyggelsen i de tidigare småorterna Restenäs, Ulvesund och Strandskogen.

## Befolkningsutveckling
| Befolkningsutvecklingen i Strandskogen, Restenäs och Ulvesund 2015–2020            | Befolkningsutvecklingen i Strandskogen, Restenäs och Ulvesund 2015–2020 | Befolkningsutvecklingen i Strandskogen, Restenäs och Ulvesund 2015–2020 | Befolkningsutvecklingen i Strandskogen, Restenäs och Ulvesund 2015–2020 | Befolkningsutvecklingen i Strandskogen, Restenäs och Ulvesund 2015–2020 |
| ---------------------------------------------------------------------------------- | ----------------------------------------------------------------------- | ----------------------------------------------------------------------- | ----------------------------------------------------------------------- | ----------------------------------------------------------------------- |
|                                                                                    |                                                                         |                                                                         |                                                                         |                                                                         |
| År                                                                                 |                                                                         |                                                                         | Folkmängd                                                               | Areal (ha)                                                              |
| 2015                                                                               | 2015                                                                    |                                                                         | 451                                                                     | 226                                                                     |
| 2020                                                                               | 2020                                                                    |                                                                         | 466                                                                     | 229                                                                     |
| Anm.: Ny tätort 2015, var tidigare småorterna Restenäs, Ulvesund och Strandskogen. |                                                                         |                                                                         |                                                                         |                                                                         |